# Dujiang (köpinghuvudort i Kina, Jiangxi Sheng, lat 24,87, long 114,70)
Dujiang är en köpinghuvudort i Kina. Den ligger i provinsen Jiangxi, i den sydöstra delen av landet, omkring 440 kilometer söder om provinshuvudstaden Nanchang. Antalet invånare är 18 323. Befolkningen består av 9 223 kvinnor och 9 100 män. Barn under 15 år utgör 18,0 %, vuxna 15-64 år 71 %, och äldre över 65 år 9,0 %.
Runt Dujiang är det ganska tätbefolkat, med 179 invånare per kvadratkilometer. Närmaste större samhälle är Beitou, 18,9 km nordväst om Dujiang. Trakten runt Dujiang består till största delen av jordbruksmark.
Genomsnittlig årsnederbörd är 2 068 millimeter. Den regnigaste månaden är maj, med i genomsnitt 388 mm nederbörd, och den torraste är oktober, med 15 mm nederbörd.